# Семюель Інгем
Семюель Делусенна Інгем (англ. Samuel Delucenna Ingham; 16 вересня 1779 — 5 червня 1860) — американський політик, конгресмен, 9-й міністр фінансів США.

## Біографія
Інгем народився в Нью-Хоупі, штат Пенсильванія, в селянській родині. Отримав лише початкову освіту, з молодості працював на паперовій фабриці. Після смерті батька в 1798 році вирушив до Нью-Джерсі на заробітки. Повернувшись, в своєму рідному місті Самуель заснував власну фабрику.
Політичну кар'єру Інгем почав в 1806 році з обрання в депутати в Палату представників від штату Пенсильванія. Цей пост він займав до 1818 року. З жовтня 1819 по грудень 1820 року Інгем працював секретарем уряду штату Пенсильванія. У 1822 році Самуель Інгем був призначений представником шостого виборчого округу штату Пенсильванія. У 1829 році, після припинення діяльності Демократично-республіканської партії приєднується до демократів.
З 1813 по 1815 рік Інгем був призначений першим головою комітету по пенсіях і компенсаціях, а з 1815 по 1818 року і з 1825 по 1829 року головою Поштового комітету.
6 березня 1829 року президент Ендрю Джексон призначив Самуеля Інгем на пост міністра фінансів США. Після відставки він повернувся до виробництва паперу, а також брав участь в розробці родовищ вугілля.
Помер Інгем 5 червня 1860 в Трентоні, Нью-Джерсі. Був похований на пресвітеріанському кладовищі в Солсбері, Пенсильванія.